# Rafael Forster
Rafael Forster (São José, 23 luglio 1990) è un calciatore brasiliano, difensore del São Bernardo.

## Carriera
Nella stagione 2016-2017 gioca in Ucraina con la maglia dello Zorja, dove mette a segno diversi goal. Passa ai bulgari del Ludogorec il 30 agosto 2017, dove però scende raramente in campo.

## Palmarès

### Club

#### Competizioni nazionali
- Campionato bulgaro: 2

Ludogorec: 2017-2018, 2018-2019
- Supercoppa di Bulgaria: 2

Ludogorec: 2018, 2019